# 보름시섬

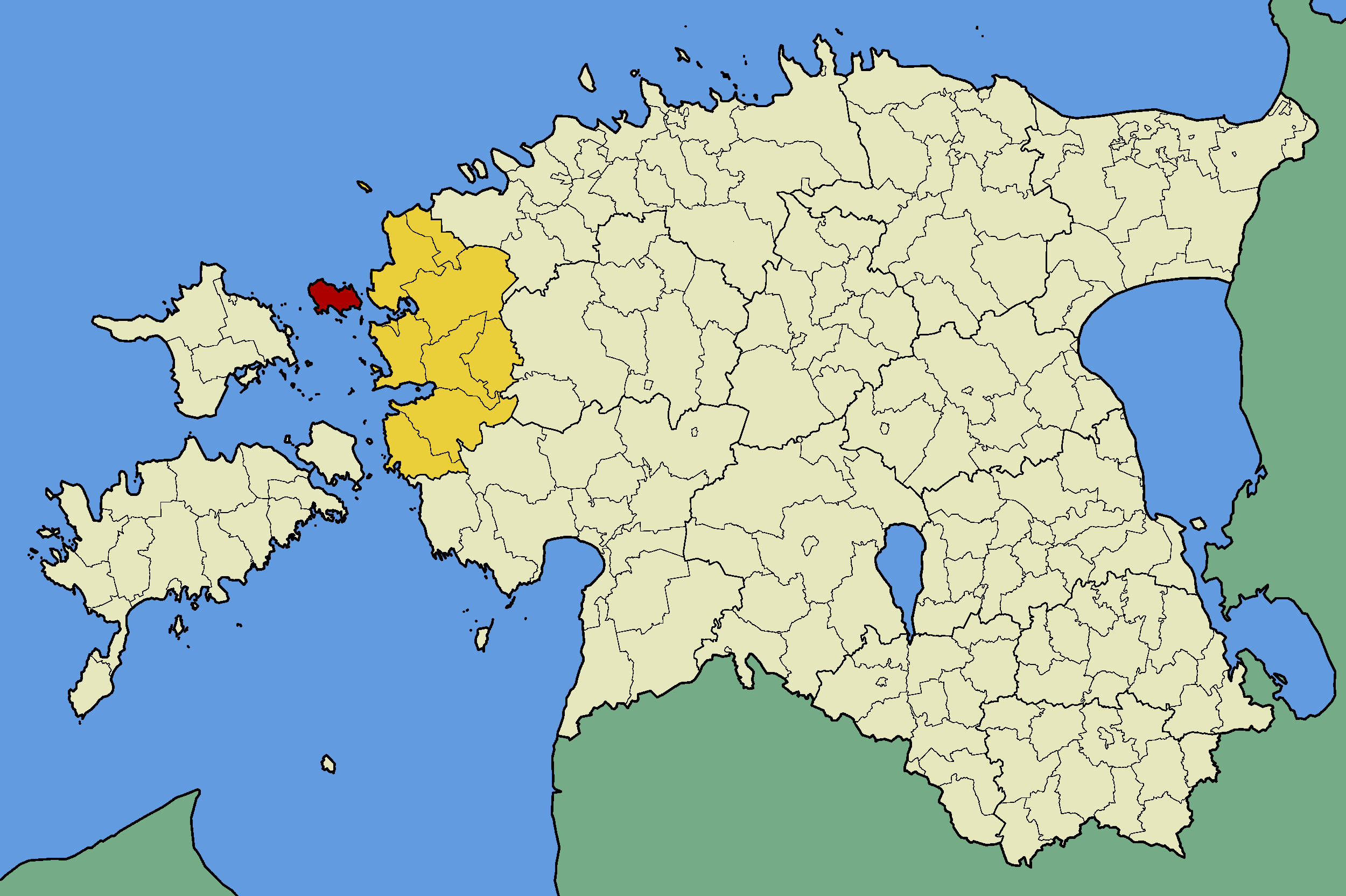
보름시섬의 위치

보름시섬에 있는 등대

보름시섬(에스토니아어: Vormsi)은 발트해에 위치한 에스토니아의 섬이다. 면적은 92.93km2, 인구는 240명(2008년 기준), 인구 밀도는 2.58명/km2이며 에스토니아에서 네 번째로 면적이 큰 섬이다. 행정 구역상으로는 래네주에 속하며 히우마섬과 에스토니아 본토 사이에 위치한다.